# Manuel Fuenmayor
Manuel Fuenmayor (ur. 3 grudnia 1980) – wenezuelski lekkoatleta specjalizujący się w rzucie oszczepem.
W 1999 był trzeci podczas mistrzostw panamerykańskich juniorów, w 2001 zdobył brąz mistrzostw Ameryki Południowej, a w 2002 zwyciężył w igrzyskach Ameryki Środkowej i Karaibów. Piąty oszczepnik igrzysk panamerykańskich oraz mistrz Ameryki Środkowej i Karaibów (2003). Reprezentował Wenezuelę podczas igrzysk olimpijskich w Atenach (2004) jednakże nie wywalczył awansu do finału. 
Wielokrotny medalista mistrzostw Wenezueli, igrzysk narodowych oraz igrzysk im. Simóna Bolívara. 
Rekord życiowy: 77,94 (5 czerwca 2004, Maracaibo) – rezultat ten jest aktualnym rekordem Wenezueli. 

## Osiągnięcia
| Rok  | Impreza                                  | Miejsce        | Lokata            | Wynik |
| ---- | ---------------------------------------- | -------------- | ----------------- | ----- |
| 1999 | Mistrzostwa panamerykańskie juniorów     | Tampa          | 3. miejsce        | 65,83 |
| 2001 | Mistrzostwa Ameryki Południowej          | Manaus         | 3. miejsce        | 71,44 |
| 2002 | Mistrzostwa ibero-amerykańskie           | Gwatemala      | 4. miejsce        | 70,15 |
| 2002 | Igrzyska Ameryki Środkowej i Karaibów    | San Salvador   | 1. miejsce        | 75,32 |
| 2003 | Mistrzostwa Ameryki Południowej          | Barquisimeto   | 4. miejsce        | 75,42 |
| 2003 | Mistrzostwa Ameryki Środkowej i Karaibów | Saint George’s | 1. miejsce        | 72,35 |
| 2003 | Igrzyska panamerykańskie                 | Santo Domingo  | 5. miejsce        | 72,63 |
| 2004 | Mistrzostwa ibero-amerykańskie           | Huelva         | 4. miejsce        | 73,81 |
| 2004 | Igrzyska olimpijskie                     | Ateny          | el. – 30. miejsce | 72,26 |
| 2007 | Mistrzostwa Ameryki Południowej          | São Paulo      | 6. miejsce        | 71,28 |